# Nyanglan
Nyanglan is een bestuurslaag in het regentschap Klungkung van de provincie Bali, Indonesië. Nyanglan telt 1035 inwoners (volkstelling 2010).